# NGC 2808
NGC 2808 (другие обозначения — GCL 13, ESO 91-SC1, Mel 95) — шаровое скопление в созвездии Киля. Это один из самых крупных объектов своего класса; в 2-3 раза крупнее большинства шаровых скоплений, содержит около миллиона звёзд. При помощи телескопа «Хаббл» в созвездии было обнаружено несколько поколений звёзд с диапазоном возрастов 200 млн лет. Ранее считалось, что «звёзды в сферических скоплениях образуются в одно время, в одном месте и из одного материала, после чего развиваются на протяжении всего существования скопления». Находится на расстоянии 31,3 тыс. св. лет (9,6 кпк) от Солнца.
Скопление в настоящее время принадлежит нашей Галактике, однако предположительно ранее оно входило в состав карликовой галактики Гайя-Энцелад, столкнувшейся с Млечным Путём 8—11 млрд лет назад. Необычно крупные размеры скопления и распределение возрастов звёзд, имеющее три максимума и диапазон в 0,2 млрд лет, может объясняться тем, что скопление ранее было ядром этой галактики. Первоначально тройное распределение возрастов звёзд, нехарактерное для шаровых скоплений (которые обычно в момент возникновения быстро теряют межзвёздный газ, разогреваемый молодыми звёздами, и таким образом уничтожают возможность нового звездообразования), объяснялось большой массой скопления и, соответственно, торможением утечки газа из глубокой гравитационной ямы. Возраст скопления составляет 10,8 млрд лет, его металличность [Fe/H] = −1,14 относительно Солнца.
Скопление активно разрушается галактическими приливными силами, образуя длинный приливный хвост.
Этот объект входит в число перечисленных в оригинальной редакции «Нового общего каталога». Скопление было открыто Джеймсом Данлопом 7 мая 1826 года.